# Protogygia enalaga
Protogygia enalaga är en fjärilsart som beskrevs av Mcdunnough 1932. Protogygia enalaga ingår i släktet Protogygia och familjen nattflyn. Inga underarter finns listade i Catalogue of Life.